# Roberto d'Embrun
Roberto d'Embrun e Paternò (1040 circa – 1100) fu un presunto membro della Casa di Barcellona e di Provenza, che scese in Sicilia attorno al 1060 al seguito della conquista normanna dell'Italia meridionale. Fu il capostipite del casato di Paternò.

## Biografia
La tradizione dice che Roberto era figlio di Guglielmo d'Embrun, che vantava tra i suoi ascendenti Bernardo Tagliaferro, Conte di Besalù (morto nel 1020), che aveva sposato Toda di Provenza, alla quale si ricollegava una prosapia che giungeva a Carlo Magno. Guglielmo d'Embrun non compare nella genealogia conosciuta della famiglia di Besalu; infatti, non è dimostrato che la contessa Toda fu una figlia del conte di Provenza.

Roberto d'Embrun scese in Sicilia intorno al 1070, all'epoca di Ruggero I "Gran Conte" e di lui si sa che si distinse nella campagna siciliana ed in particolare nella conquista della cittadina di Paternò, di cui prese il nome e ne assunse la signoria. E la dinastia che da lui discese prese il nome di Paternò.

Secondo un'altra tradizione, tuttavia, la Casa che da lui discese assunse il nome Paternò non già perché lui Roberto assumesse questo nome, ma dopo che suo figlio Costantino I, Conte di Buccheri, sposò Maria de Paternione, figlia di Flandinia (figlia a sua volta di Ruggero I) e di Ugone di Circea, 1º Conte di Paternò.

In ogni caso, Roberto d'Embrun fu il capostipite dei Paternò ed ebbe da Ruggero il feudo di Aylbacar e di Buccheri, che poi fu trasmesso a suo figlio Costantino I, che ne fu Conte.
Di Roberto d'Embrun si ha anche traccia nel Rollo della Confraternita dei Nobili che Roberto stesso eresse e dove egli è nominato fra i primi, così come risulta in una scrittura originale conservata dal Canonico e Cronista Regio D. Antonino d'Amico.
La sua importanza presso la corte normanna fu molto grande e di ciò ne dà anche testimonianza una scritta che appare sotto un dipinto di Polidoro da Caravaggio che lo ritrae. Questo dipinto, che si trova nel palazzo del Principe di Biscari, fu eseguito nel 1535 su mandato di Carlo V e per disposizione di Alfonso Paternò, Maestro di Campo dello stesso Carlo V.

## Discendenza
Un figlio di Roberto d'Embrun, Gualterio, fu arcivescovo di Palermo sotto Ruggero, e un suo nipote, Costantino II Paternò, sposò Matilde dell'Aquila d'Avenel, figlia di Rinaldo conte di Avenel e di Adelicia Drengot d'Alife e Altavilla, contessa di Collesano e Adrano e nipote del Gran Conte Ruggero.
Dei primi e diretti discendenti di Roberto d'Embrun, inoltre, si hanno molteplici tracce in otto importantissimi ed antichissimi documenti del 1083, 1106, 1122, 1134, 1143, 1148, 1193 e 1197, nei quali, come testimoni di donazioni effettuate da alcuni membri della Casa Reale Normanna, appaiono i membri della Casa Paternò sopra citati ed alcuni membri della stessa Casa Reale Normanna di cui i Paternò erano, per i matrimoni sopra ricordati, parenti.

## Insegne
Lo stemma di Roberto, che da allora è anche lo stemma della Casa Paternò che da lui discende, era quello della sua Casa d'origine, vale a dire quello dei Conti di Barcellona. I Paternò però aggiungono la cotissa azzurra attraversante in banda per segnalare la derivazione in linea cadetta. 
Tale stemma, fu posto per ordine di Ruggero, sull'architrave del Duomo di Catania insieme a quello della Casa Altavilla e a quello della Città di Catania.